# バットマン:ダークナイト・リターンズ (アニメ)
『バットマン:ダークナイト・リターンズ』（Batman: The Dark Knight Returns）は、1986年に出版されたフランク・ミラーによる『バットマン』のミニシリーズ『バットマン: ダークナイト・リターンズ』を原作とする2部作のOVA。2012年9月25日に"Part 1"が販売され、2013年1月29日に"Part 2"が販売された。
日本では2016年2月24日に「バットマン：ダークナイト リターンズ Part 1」「バットマン：ダークナイト リターンズ Part 2」として同時販売され、2017年7月5日には「バットマン：ダークナイト リターンズ　ワーナー・スペシャル・パック」として2枚組で販売されている。

## キャスト
- ブルース・ウェイン / バットマン - ピーター・ウェラー
- キャリー・ケリー / ロビン - アリエル・ウィンター
- ジェームズ・ゴードン - デヴィッド・セルビー
- アルフレッド・ペニーワース - マイケル・ジャクソン
- ハービー・デント / トゥーフェイス - ウェイド・ウィリアムズ
- ジョーカー - マイケル・エマーソン
- トーマス・ウェイン - ブルース・ティム
- エレン・イン本部長 - マリア・キャナル・バレーラ
- ラナ・ラング - パジェット・ブリュースター

Part.2からの登場
- クラーク・ケント / スーパーマン - マーク・バレー
- オリバー・クイーン - ロビン・アトキン・ダウンズ
- セリーナ・カイル - トレス・マクニール
- レーガン大統領 - ジム・メスキメン
- デビッド・エンドクリン - コナン・オブライエン

## サウンドトラック
2013年にはクリストファー・ドレイクによるオリジナルサウンドトラックが販売されている。
『Batman The Dark Knight Returns - Deluxe Edition - Original Motion Picture Soundtrack』
トラックリスト
All music composed by Christopher Drake
| #   | タイトル                                         | 作詞 | 作曲・編曲 | 時間 |
| --- | ------------------------------------------------ | ---- | ---------- | ---- |
| 1.  | 「Gotham City, 1986」                            |      |            | 1:30 |
| 2.  | 「Slice & Dice/Never Again」                     |      |            | 3:00 |
| 3.  | 「Both Sides Match」                             |      |            | 0:52 |
| 4.  | 「Mark of Zorro/The Time Has Come」              |      |            | 2:22 |
| 5.  | 「The Dark Knight Returns」                      |      |            | 4:17 |
| 6.  | 「These Men Are Mine」                           |      |            | 2:57 |
| 7.  | 「Sightings」                                    |      |            | 1:11 |
| 8.  | 「The Signal」                                   |      |            | 1:29 |
| 9.  | 「Harvey」                                       |      |            | 6:13 |
| 10. | 「Liquor Store Shootout」                        |      |            | 0:27 |
| 11. | 「I Believe You/Robin's Run」                    |      |            | 1:50 |
| 12. | 「I'm Your Worst Nightmare」                     |      |            | 0:47 |
| 13. | 「Eyes Sideways!」                               |      |            | 0:46 |
| 14. | 「The General」                                  |      |            | 1:10 |
| 15. | 「Mutants...Surrender Now, or Be Destroyed」     |      |            | 7:41 |
| 16. | 「Carrie Kelly...Robin」                         |      |            | 2:06 |
| 17. | 「You're Never Finished with Me」                |      |            | 1:46 |
| 18. | 「Robin's Legacy」                               |      |            | 0:47 |
| 19. | 「Mayor for Dinner」                             |      |            | 1:12 |
| 20. | 「I'm Counting on You, Jim...One Last Time」     |      |            | 5:57 |
| 21. | 「It's an Operating Table. And I'm the Surgeon」 |      |            | 4:48 |
| 22. | 「The Dark Knight Triumphant/End Titles」        |      |            | 5:09 |

| #   | タイトル                                                  | 作詞 | 作曲・編曲 | 時間 |
| --- | --------------------------------------------------------- | ---- | ---------- | ---- |
| 1.  | 「A Ruckus I'd Like You to Straighten Out」               |      |            | 0:44 |
| 2.  | 「Bruno」                                                 |      |            | 5:04 |
| 3.  | 「Corto Maltese」                                         |      |            | 0:35 |
| 4.  | 「Hunt the Dark Knight I」                                |      |            | 2:00 |
| 5.  | 「Hunt the Dark Knight II」                               |      |            | 0:58 |
| 6.  | 「I'm Going to Kill Everyone in This Room/Ace the Cloak」 |      |            | 2:06 |
| 7.  | 「God is on Our Side, or the Next Best Thing」            |      |            | 1:06 |
| 8.  | 「Selena」                                                |      |            | 1:01 |
| 9.  | 「Good Soldier」                                          |      |            | 3:05 |
| 10. | 「See You...In Hell」                                     |      |            | 7:47 |
| 11. | 「Hunt the Dark Knight III」                              |      |            | 1:46 |
| 12. | 「20 Million Die By Fire...If I Am Weak」                 |      |            | 1:26 |
| 13. | 「Nuclear Resurrection」                                  |      |            | 1:25 |
| 14. | 「E.M.P.」                                                |      |            | 1:15 |
| 15. | 「Tonight, I Am the Law」                                 |      |            | 2:34 |
| 16. | 「Community Spirit」                                      |      |            | 2:51 |
| 17. | 「One Hour」                                              |      |            | 1:08 |
| 18. | 「I Want You to Remember the One Man Who Beat You」       |      |            | 9:53 |
| 19. | 「Requiem」                                               |      |            | 1:08 |
| 20. | 「A Good Life...Good Enough/End Titles」                  |      |            | 5:51 |

## 映像ソフト
『バットマン：ダークナイト リターンズ Part.1』
製品情報
2016年2月24日発売
品番：1000592172
JAN 4548967244878
映像特典
- 『バットマン：ダークナイト リターンズ Part2』ダイジェスト (6:53)
- 『スーパーマン/バットマン:パブリック・エネミー』ダイジェスト (7:52)
- 女性版ロビン登場 (12:23）
- 『バットマン TVシリーズ』第36話「ハービー・デントの悲劇」
- 『バットマン TVシリーズ』第37話「二つの顔を持つ男」
- 伝説の始まり ～ボブ・ケインとバットマン～ (38:26）
- 電子コミック版『バットマン: ダークナイト・リターンズ』

『バットマン：ダークナイト リターンズ Part.2』
製品情報
2016年2月24日発売
品番：1000592173
JAN 4548967244885
映像特典
- バットマンVS.スーパーマン (9:24)
- 最強の敵ジョーカーに捧ぐ (14:02)
- 脚本から映画へ (43:30)
- 『バットマン TVシリーズ』第2話「ジョーカー登場！笑いに襲われた街」
- 『バットマン TVシリーズ』第48話「バットマンを殺した男」
- 『バットマン:ブレイブ&ボールド』第57話「Battle of the Superheroes!」
- 特報"Superman:Unbound" (10:14)
- 『バットマン：ダークナイト リターンズ Part1』ダイジェスト (12:36)
- 電子コミック版『The Dark Knight Falls』

『バットマン：ダークナイト リターンズ　ワーナー・スペシャル・パック』（2枚組）
製品情報
2017年7月5日発売
品番：1000648252
JAN 4548967330786